# 土田・日石・ピース缶爆弾事件
土田・日石・ピース缶爆弾事件（つちだ・にっせき・ピースかんばくだんじけん）は、1969年（昭和44年）から1971年（昭和46年）にかけて、東京都内で発生した4件の爆破殺傷事件（未遂を含む）の総称。
2件についてはピース（たばこ）の缶を使用した爆弾が、残りの2件については小包爆弾が使用されており、両事件を互いに無関係とする説もある（後述）。18名が逮捕、起訴されたが、全員が無罪になった事件でもある（1人のみ別件微罪で有罪）。なお、4件中3件が未解決事件（公訴時効は成立）。また、2件については真犯人を名乗り出る書物が時効後出版されている（後述）。

## 事件の概要
現場は、いずれも東京都内。
警視庁機動隊庁舎ピース缶爆弾未遂事件
1969年10月24日、新宿区若松町の警視庁第8・第9機動隊庁舎。
ピースの缶（50本入り）に偽装した爆弾が投げ込まれる。
不発であり、犠牲者なし。
アメリカ文化センターピース缶爆弾事件
1969年11月1日、千代田区永田町のアメリカ文化センター。
ピース缶使用の爆弾（時限爆発装置を装着）を梱包した段ボール箱が配達された。
アメリカ文化センターの職員1人が負傷。
日石本館地下郵便局爆破事件
1971年10月18日午前10時半ごろ、港区西新橋の日本石油（後のENEOS）本社ビル地階の特定郵便局。
郵便局を訪れた事務員姿の女が小包2個を差し出し料金を支払ったが、「あて先が間違っているかもしれない」としていったん立ち去った。その後、別の事務員姿の女が現れ「あて先は間違っていなかった」として改めて配達を依頼。郵便局員が小包を郵袋へ入れたとたんに郵便小包に偽装した爆弾が爆発。
小包を取り扱っていた郵便局員1人が顔や腕に三週間の火傷を負った。ふたを開けると起爆用の電流が流れるはずの仕組みが、取り扱いの衝撃によって誤作動したものとみられる。
宛先は、警察庁長官（当時は後藤田正晴）と、新東京国際空港公団総裁（当時は今井栄文。→成田空港問題）。
土田邸小包爆弾事件
1971年12月18日午前11時23分頃、豊島区雑司ヶ谷の土田國保（警視庁警務部長、当時）宅。
お歳暮シーズンに同期生からの贈答品に偽装した郵便爆弾が爆発。
土田の妻が死亡。遺体は判別ができず土田本人の確認が必要なほど損壊しており、さらに13歳の四男が破片を浴びたうえ火傷による重傷を負った。

## 捜査の概要
当時の社会状況
日本の新左翼事件が注目されていた。
ピース缶爆弾は新左翼特有の犯行だった。
そのため、捜査は新左翼を中心に進められた。

### 被疑者18名
警視庁公安部が被疑者として逮捕した人物は、以下の通り。
1972年9月10日
増淵利行（当時27歳。赤軍派活動家）。
- これのみ別件逮捕。

1973年1月6日
B（当時23歳）
1月8日
C（当時22歳）
1月22日
増淵利行、D（当時24歳）、E（当時24歳）の3名。
2月9日
F（当時23歳）
2月20日
G（当時23歳）
2月20日
H（当時24歳）、I（当時26歳）の2名。
3月13日
J（当時25歳）、K（当時27歳）の2名。
3月19日
L（当時25歳）、M（当時25歳）の2名。
3月29日
N（当時24歳）、O（当時25歳）の2名。
3月29日
P（当時27歳）
4月9日
Q（当時25歳）
4月13日
R（当時25歳）
内訳
18名の被疑者の内、増淵以外は政治活動をしていなかった。
しかし、増淵とは、個人的な交友関係があった。

## 裁判の経過・結果
| 人物     | 爆弾製造 | 機動隊庁舎 | 米文化セ | 日石ビル | 土田邸 | 求刑 | 判決 |
| -------- | -------- | ---------- | -------- | -------- | ------ | ---- | ---- |
| 増淵利行 | ○        | ○          | ○        | ○        | ○      | 死刑 | 無罪 |
| B        | ○        | ○          | -        | -        | -      |      | 無罪 |
| C        | ○        | -          | ○        | -        | -      |      | 無罪 |
| D        | ○        | ○          | ○        | -        | -      |      | 無罪 |
| E        | ○        | ○          | -        | ○        | ○      |      | 無罪 |
| F        | ○        | ○          | -        | -        | -      |      | 無罪 |
| G        | ○        | ○          | -        | -        | -      |      | 無罪 |
| H        | ○        | -          | -        | ○        | ○      |      | 無罪 |
| I        | ○        | -          | -        | ○        | ○      |      | 無罪 |
| J        | ○        | -          | -        | -        | -      |      | 無罪 |
| K        | ○        | -          | -        | -        | -      |      | 無罪 |
| L        | -        | -          | -        | ○        | -      |      | 無罪 |
| M        | -        | -          | -        | -        | ○      |      | 無罪 |
| N        | -        | -          | -        | -        | ○      |      | 無罪 |
| O        | -        | -          | -        | -        | ○      |      | 無罪 |
| P        | -        | -          | -        | -        | ○      |      | 無罪 |
| Q        | -        | -          | -        | ○        | ○      |      | 無罪 |
| R        | -        | -          | -        | ○        | -      |      | 無罪 |

### 各事件と被告人
各事件ごとに起訴された被告人は、下記のとおりである。
爆弾製造
増淵利行、B、C、D、E、F、G、H、I、J、K。
警視庁機動隊庁舎ピース缶爆弾未遂事件
増淵、B、D、E、F、G。
アメリカ文化センターピース缶爆弾事件
増淵、B、C、D。
日石本館地下郵便局爆破事件
増淵、E、H、I、L、Q、R。
土田邸小包爆弾事件
増淵、E、H、I、L、M、N、O、P、Q。

### 無実を主張
被告人18名は、
1. 取調べで拷問され、虚偽の供述をさせられた。
2. この事件に関し、いかなる関与もしていない。

と主張した（ただし、初公判の時点で無実を主張した者と、公判の途中から無実を主張した者がいる）。

### 分離公判から統一公判へ
開始時は、被告人全員が分離公判だったが、途中から統一公判となった。
1. 1974年12月に、増淵利行、E、H、I、N、O、Q、Pの審理を併合。
2. 1975年9月に、Lの審理も併合。

地方裁判所の審理終了までに、286回の公判を行った。

### 経過

#### R
1976年1月29日、東京地裁
「検察官の主張は真実ではない」、「被告人と弁護人の主張は真実である」と認識し、Rに無罪判決。
検察官は無罪判決を不服とし、控訴。
1978年8月11日、東京高裁
検察官の控訴を棄却し、地裁判決を支持。
検察官は上告を断念し、Rの無罪が確定。

#### L、Q
1977年4月25日、東京地裁
L、Qの2名を保釈。

#### M
1983年3月24日、東京地裁
Mに無罪判決。
検察官は控訴を断念し、Mの無罪が確定。

#### 増淵利行、E、H、I、L、N、O、P、Q
1979年4月、東京地裁
若宮正則（赤軍派の活動家）は、「警視庁機動隊庁舎ピース缶爆弾未遂事件の実行犯である」と証言。
1982年5月25日、東京地裁
牧田吉明（民族主義活動家）は、「警視庁機動隊庁舎ピース缶爆弾未遂事件に使用された爆弾の製造資金を提供した当人である」と証言。
- 「実行犯は、若宮正則など、赤軍派の構成員」と証言。

1982年5月28日、東京地裁
増淵利行を釈放。
1982年12月7日
検察官は、統一公判の被告人9人に対し、増淵に死刑、EとIに無期懲役、Hに懲役15年、LとQに懲役12年、NとOとPに懲役4年の求刑。
1983年5月19日、東京地裁
統一公判の増淵、E、H、I、L、N、O、P、Q被告人全員に無罪判決。
検察官は不服とし、控訴。
1985年12月13日、東京高裁
統一公判の被告人9人に対する検察官の控訴を棄却し、地裁判決を支持。
検察官は上告を断念。増淵、E、H、I、L、N、O、P、Qの無罪が確定。

#### 損害賠償を提訴
1986年3月25日
増淵利行、E、H、I、Lは、「無実の被疑事件で身柄を拘束された」ことに対し、国と東京都に対して
- 1億7200万円の国家賠償。
- 訴訟費用の損害賠償。
- 全国販売網を持つ各新聞紙上での、謝罪広告の掲載。

以上を求める民事訴訟を提訴した。
2001年12月25日、東京地裁
提訴人の主張を、全て却下。
- 東京高裁は、Eに対する100万円の損害賠償だけを命じ、他の提訴人の要求を却下。

#### 不明な事項
B、C、D、F、G、J、Kの、東京地裁の無罪判決日。
上記に対する、検察官の控訴の有無。
B、C、D、E、F、G、H、I、J、K、M、N、O、P、Rの保釈時期（増淵、L、Q以外）。

## 真犯人、時効
警視庁機動隊庁舎ピース缶爆弾未遂事件
爆弾製造資金を牧田吉明と、三潴末雄が提供し、爆弾製造を桂木行人が担当し、爆弾運搬を大村寿雄や田辺繁治が担当し、実行を若宮正則が担当したことが判明。
アメリカ文化センターピース缶爆弾事件
被疑者不明で公訴時効が成立。牧田は「『アメ文』は、よど号ハイジャック事件で北朝鮮に亡命した、赤軍派の小西（小西隆裕）達がやったと思われる」と述べている。
日石本館地下郵便局爆破事件・土田邸小包爆弾事件
被疑者不明で公訴時効が成立。牧田は1982年の段階で、第8・第9機動隊宿舎とアメリカ文化センターで使用されたピース缶爆弾は「土田邸、日石地下郵便局爆破事件とは関係ないと思う。時期も違うし、ピース缶は、機動隊と衝突する際に投げるもので、小包爆弾とはまったく別のものだった」と発言していた。牧田はまた、共産主義者同盟戦旗派（戦旗派）関係者からの内部情報に基づき、日石と土田の両事件は慶應義塾大学の戦旗派グループが独断で実行したとも証言している。1972年にいくつかに分裂した戦旗派の中のプロレタリア戦旗派にいった元活動家の関係者も「日石と土田邸の事件については戦旗派の犯行である」旨の書籍を2011年5月に刊行。この本によれば戦旗派の「非公然部門」に所属する男女6人のグループが関わったという。また土田邸の事件の動機は1970年12月に東京都板橋区で発生した上赤塚交番襲撃事件の後に土田が「犯人（柴野春彦）を射殺した警察官は正当防衛だった」と発言したことへの怒りだったとされる。なお、実際にこの記者会見を行っていたのは当時警視庁警備部警備第一課長であった佐々淳行であったが、土田のコメントは会見終了間際に会見室に入った土田が佐々の発言を肯定した為、土田の談話として報道されていた。